# Mistrz międzynarodowy
Mistrz międzynarodowy – tytuł nadawany dożywotnio wyróżniającym się szachistom przez Międzynarodową Federację Szachową (FIDE), niższy od tytułu arcymistrza, natomiast wyższy od mistrza FIDE. Na oznaczenie tytułu używa się skrótu polskiego mm lub międzynarodowego IM (ang. International Master). Tytuł może być dzierżony zarówno przez mężczyzn, jak i kobiety, o ile spełnią wymagania określone dla zdobycia tegoż tytułu. Jeśli tytuł ten dzierży kobieta, to określa się ją mianem mistrza międzynarodowego dla odróżnienia od tytułu mistrzyni międzynarodowej, który przeznaczony jest tylko dla kobiet. Na oznaczenie z kolei tego tytułu używa się skrótu polskiego mmk lub międzynarodowego WIM (ang. Woman International Master). Także i w tym przypadku, aby zdobyć ten tytuł, należy spełnić określone wymagania, które są niższe niż w przypadku tytułu mistrza międzynarodowego.

## Zasady nadawania tytułu
Reguły przyznawania tytułu zostały ustalone przez FIDE w 1950 roku. W tym samym roku przyznano również grupie szachistów pierwsze oficjalne tytuły mistrza międzynarodowego za wcześniejsze osiągnięcia. Obecnie tytuł jest nadawany, gdy szachista w określonym czasie zdobędzie trzy wartościowe rezultaty (tzw. normy) w turniejach międzynarodowych z udziałem mistrzów międzynarodowych i arcymistrzów oraz osiągnie ranking szachowy co najmniej 2400 FIDE (2200 FIDE w przypadku tytułu mistrzyni międzynarodowej). Tytuł może być także przyznany za inne osiągnięcia.
Według ewidencji FIDE w lipcu 2005 roku tytuł mistrza międzynarodowego posiadało ponad 2500 szachistów, co stanowiło około 0,25% liczby wszystkich szachistów uczestniczących w oficjalnych rozgrywkach FIDE.

## Polscy mistrzowie międzynarodowi
Lista polskich mistrzów i mistrzyń międzynarodowych w szachach w kolejności według roku przyznania tytułu.
Uwaga: pogrubioną czcionką oznaczono zawodników, którzy w swojej dalszej karierze szachowej otrzymali tytuły arcymistrzowskie.
| Rok  | Mistrzowie międzynarodowi | Mistrzynie międzynarodowe                                            |
| ---- | --- | -------------------------------------------------------------------- |
| 1950 | Kazimierz Makarczyk, Kazimierz Plater | Róża Herman                                                          |
| 1953 | Bogdan Śliwa |                                                                      |
| 1954 | | Krystyna Hołuj                                                       |
| 1955 | Paulin Frydman |                                                                      |
| 1962 | | Henryka Konarkowska                                                  |
| 1964 | Jacek Bednarski, Zbigniew Doda |                                                                      |
| 1967 | | Mirosława Litmanowicz                                                |
| 1968 | Jerzy Kostro, Włodzimierz Schmidt |                                                                      |
| 1970 | Andrzej Sydor |                                                                      |
| 1972 | Romuald Grąbczewski |                                                                      |
| 1973 | | Hanna Ereńska-Radzewska                                              |
| 1974 | | Bożena Pytel                                                         |
| 1975 | Andrzej Filipowicz, Krzysztof Pytel |                                                                      |
| 1976 | Jan Adamski, Zbigniew Szymczak |                                                                      |
| 1977 | Aleksander Sznapik, Stefan Witkowski |                                                                      |
| 1978 | Henryk Dobosz, Jerzy Pokojowczyk, Ryszard Skrobek | Grażyna Szmacińska                                                   |
| 1979 | Jacek Bielczyk, Andrzej Łuczak, Władysław Schinzel |                                                                      |
| 1980 | Andrzej Adamski, Franciszek Borkowski, Zbigniew Jaśnikowski                                                                                                  |                                                                      |
| 1981 | | Anna Jurczyńska, Małgorzata Wiese                                    |
| 1982 | Włodzimierz Kruszyński | Agnieszka Brustman                                                   |
| 1983 | Jerzy Bany |                                                                      |
| 1984 | Marek Hawełko, Konrad Kojder, Krzysztof Pańczyk, Kazimierz Steczkowski, Paweł Stempin, Artur Sygulski, Roman Tomaszewski                                     |                                                                      |
| 1985 | Zbigniew Księski, Jan Przewoźnik, Piotr Staniszewski |                                                                      |
| 1986 | Stefan Dejkało, Piotr Dukaczewski, Robert Kuczyński, Karol Pinkas, Mirosław Sarwiński                                                                        | Joanna Jagodzińska, Bożena Sikora-Giżyńska                           |
| 1987 | Robert Bator, Jan Kiedrowicz, Stanisław Kostyra, Andrzej Maciejewski                                                                                         | Liliana Leszner                                                      |
| 1988 | Jacek Gdański, Marek Matlak, Bogusław Sygulski, Andrzej Szypulski, Krzysztof Żołnierowicz                                                                    |                                                                      |
| 1989 | Aleksander Wojtkiewicz | Barbara Kaczorowska                                                  |
| 1990 | Dominik Pędzich |                                                                      |
| 1991 | Mariusz Buś, Witalis Sapis, Klaudiusz Urban | Anna Lissowska                                                       |
| 1992 | Marcin Kamiński, Artur Pieniążek | Krystyna Dąbrowska                                                   |
| 1993 | Robert Ciemniak, Mirosław Grabarczyk, Tomasz Markowski, Konrad Typek                                                                                         | Czesława Grochot, Iwona Świecik                                      |
| 1994 | Piotr Murdzia, Jan Pisuliński | Monika Bobrowska                                                     |
| 1995 | Paweł Jaracz, Robert Kempiński, Bartłomiej Macieja, Bartosz Soćko                                                                                            | Joanna Dworakowska, Marta Zielińska                                  |
| 1996 | Paweł Blehm, Aleksander Czerwoński, Grzegorz Łukasiewicz, Grzegorz Masternak                                                                                 | Renata Henc                                                          |
| 1997 | Łukasz Cyborowski |                                                                      |
| 1998 | Rafał Antoniewski, Bogdan Bieluczyk, Bogdan Grabarczyk, Kamil Mitoń                                                                                          | Dalia Blimke, Barbara Grabarska, Magdalena Kludacz                   |
| 1999 | Leszek Ostrowski, Jan Piński, Przemysław Skalik | Monika Aksiuczyc                                                     |
| 2000 | Marek Stryjecki, Marcin Szeląg | Dorota Iwaniuk, Agnieszka Matras                                     |
| 2001 | Mateusz Bartel, Marcin Dziuba |                                                                      |
| 2002 | Piotr Bobras, Radosław Jedynak, Marcin Szymański | Beata Kądziołka                                                      |
| 2003 | Grzegorz Gajewski, Bartłomiej Heberla, Mirosław Jaworski, Patryk Łagowski, Leszek Węglarz, Radosław Wojtaszek, Stanisław Zawadzki                            | Magdalena Gużkowska, Anna Kucypera, Katarzyna Toma, Jolanta Zawadzka |
| 2004 | Paweł Czarnota, Krzysztof Jakubowski, Jerzy Słaby |                                                                      |
| 2005 | Mieczysław Bakalarz, Jakub Czakon, Michał Luch, Wojciech Moranda, Michał Olszewski, Dariusz Szoen                                                            | Edyta Andrzejewska, Dorota Czarnota, Joanna Majdan                   |
| 2006 | Piotr Dobrowolski, Dariusz Mikrut, Jacek Stopa | Marta Przeździecka, Karina Szczepkowska                              |
| 2007 | Marcin Krysztofiak, Krystian Kuźmicz, Rafał Lubczyński, Zbigniew Pakleza, Maciej Rutkowski, Michał Skalski, Jacek Tomczak, Tomasz Warakomski, Jakub Żeberski | Maria Szymańska, Joanna Worek                                        |
| 2008 | Kacper Piorun, Dariusz Świercz, Marcin Tazbir | Magdalena Kozak                                                      |
| 2009 | Krzysztof Chojnacki, Aleksander Hnydiuk, Arkadiusz Leniart, Dominik Orzech                                                                                   | Hanna Leks                                                           |
| 2010 | Mateusz Bobula, Marcin Sieciechowicz, Krzysztof Bulski, Marcel Kanarek, Kamil Dragun                                                                         | Anna Gasik                                                           |
| 2011 | Łukasz Butkiewicz, Jacek Dubiel, Kamil Stachowiak, Paweł Szablowski, Mateusz Kołosowski, Zbigniew Strzemiecki                                                |                                                                      |
| 2012 | Daniel Sadzikowski, Jan-Krzysztof Duda | Anna Iwanow                                                          |
| 2013 | Kacper Drozdowski, Daniel Frączek, Oskar Wieczorek, Michał Matuszewski                                                                                       | Klaudia Kulon                                                        |
| 2014 | Paweł Weichhold, Radosław Gajek, Marcin Krzyżanowski |                                                                      |
| 2015 | Maciej Klekowski, Jacek Stachańczyk, Łukasz Jarmuła | Marlena Chlost, Aleksandra Lach, Anna Warakomska, Mariola Woźniak    |
| 2016 | Grzegorz Nasuta, Piotr Nguyen, Piotr Sabuk, Piotr Brodowski                                                                                                  | Oliwia Kiołbasa, Ewa Harazińska                                      |
| 2017 | Maciej Mroziak, Radosław Barski |                                                                      |
| 2018 | Szymon Gumularz, Igor Janik | Anna Kubicka, Alicja Śliwicka                                        |
| 2019 | Piotr Piesik, Paweł Teclaf, Piotr Goluch | Julia Antolak                                                        |
| 2020 | Damian Lewtak, Mirosław Lewicki, Jonasz Baum, Jakub Kosakowski                                                                                               |                                                                      |
| 2021 | Mikołaj Tomczak, Łukasz Licznerski, Igor Kowalski |                                                                      |
| 2022 | Miłosz Szpar, Dawid Czerw, Patryk Chylewski |                                                                      |
| 2023 | Paweł Piekielny, Jakub Seemann, Jan Klimkowski, Łukasz Nowak, Jakub Fus                                                                                      | Michalina Rudzińska                                                  |

Polskie szachistki z męskim tytułem mistrza międzynarodowego
| Rok  | Zawodniczki                  |
| ---- | ---------------------------- |
| 1999 | Monika Bobrowska             |
| 2001 | Joanna Dworakowska           |
| 2002 | Iweta Radziewicz             |
| 2016 | Karina Szczepkowska-Horowska |
| 2019 | Klaudia Kulon                |
| 2021 | Aleksandra Malcewska         |